# Cameron Lake (British Columbia)
Der Cameron Lake ist ein 477 Hektar großer See in der kanadischen Provinz British Columbia.

## Lage
Der Cameron Lake liegt etwa 16 Kilometer östlich von Port Alberni und 15 Kilometer westlich von Qualicum Beach, relativ im Zentrum von Vancouver Island und ist über den Highway 4 zu erreichen. Der See liegt im Regional District of Nanaimo in der Beaufort Range der Vancouver Island Ranges.
Während sich am Südufer des Sees unmittelbar der Highway 4 befindet, liegt am Nordufer eine Stichbahn der Esquimalt and Nanaimo Railway. Weiterhin liegt im Gebiet nördlich der Mount Horne sowie der Mount Wesley und im Süden der Mount Arrowsmith.
Am südlichen und südwestlichen Ufer des Sees liegt weiterhin der Little Qualicum Falls Provincial Park, dem sich dann im südöstlichen Uferbereich der MacMillan Provincial Park anschließt.

## Geschichte
Der See wurde im Jahr 1860 durch den engl. Marineoffizier George Henry Richards nach David Cameron, dem ersten Chief Justice of the Crown Colony of Vancouver Island, benannt.
2025 brach nördlich des Sees ein Waldbrand, das Wesley Ridge Feuer, aus und Grundstücke nördlich des Sees sowie Teile des nahegelegene Provincial Parks mussten evakuiert werden.

## Tourismus
Bedingt durch die beiden am See gelegenen Provincial Parks sowie den vorbeiführenden Highway ist der See durch Tagestouristen gut besucht.
Weiterhin ist der See bei Anglern durch seine hohe Fischdichte sehr beliebt. Im See finden sich neben Regenbogenforellen und Cutthroatforellen auch Bachforellen und Rotlachse.
Im September und Oktober 2009 sorgte der See auf Grund nicht identifizierter Tiersichtungen bei Kryptozoologen für erhebliche Aufregung.